# デミドフ
座標: 北緯55度16分 東経31度31分 / 北緯55.267度 東経31.517度

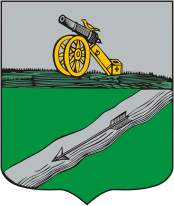
デミドフの紋章

デミドフ（デミードフ、ロシア語: Деми́дов, Demidov）は、ロシアのスモレンスク州にある町。人口は6,326人（2021年）。州都スモレンスクから北西へ90キロメートル。ダウガヴァ川の支流カースプリャ川にゴブザ川が合流する地点にある。デミドフスキー地区の行政中心地。

## 歴史
デミドフは1499年、ポレーチエ（Поре́чье）という名で記録に登場する。その名の通り川沿いに建った集落であり、18世紀には皇室所有の土地となり1723年にピョートル1世がここで商船を作らせた。1776年に市の地位を得たポレーチエは、18世紀末から19世紀にかけて、ロシア中央部からバルト海沿岸地方へ向けて運ぶ麻や亜麻、穀物などの積み替え港として栄えた。
1918年にこの地方のボリシェヴィキ幹部であった活動家ヤコフ・デミドフ（1889年-1918年）にちなみデミドフと改名された。
第二次世界大戦（独ソ戦）では、1941年7月13日にドイツ国防軍に占領された。第二次スモレンスクの戦いの最中の1943年9月22日、ドゥホフシチーナ－デミドフ攻略作戦を進める赤軍カリーニン戦線により奪還された。

## 文化と産業
デミドフには1852年に建てられた生神女就寝大聖堂、1857年に建てられた生神女庇護聖堂がある。また歴史博物館なども建っている。
デミドフスキー地区、および隣接のドゥホフシチーナ地区には30以上の大きな湖がある。一番大きな湖はアカトフスコエ湖であり、1992年にスモレンスク湖水地方国立公園が一帯に開設された。2002年には生態系保護区に、また国際的な渡り鳥の保護区となっている。
デミドフには繊維工場や食品工場などがある。

## 出身者
ロシアの有名な道化・役者のユーリ・ニクーリン（1921年 - 1997年）はデミドフ生まれで、町の目抜き通りは彼の名がつけら
れている。
中央アジア探検などの功績を残したニコライ・プルジェワルスキー（1839年 - 1888年）はデミドフスキー地区のプルジェワルスコエ（旧キムボロヴォ）に生まれた。その屋敷は現在博物館になっている。